# Amietia dracomontana
Amietia dracomontana är en groddjursart som först beskrevs av Alan Channing 1978.  Amietia dracomontana ingår i släktet Amietia och familjen Pyxicephalidae. IUCN kategoriserar arten globalt som livskraftig. Inga underarter finns listade i Catalogue of Life.